# Jon Andoni Irazusta Munoa
Jon Andoni Irazusta Munoa (Tolosa, Guipúscoa, 9 de juny de 1884 - Lima, Perú, 9 de març de 1952) fou un advocat, escriptor, polític i religiós basc. Estudià dret a les universitats de Deusto i Madrid i de 1932 a 1935 va dirigir la revista Antzerti (Teatre) amb Andoni Labayen i Isaac López-Mendizábal. Alhora, fou membre del Partit Nacionalista Basc, amb el que fou elegit diputat per Guipúscoa a les eleccions generals espanyoles de 1933 i 1936. Quan esclatà la guerra civil espanyola va marxar cap a França i d'ací a Panamà, Puerto Rico i Colòmbia, fins que el 1946 s'establí a Buenos Aires i Córdoba (Argentina). D'ací marxaria a Perú, on el 1951 fou ordenat sacerdot i va exercir com a missioner a Tarapoto, província de Moyobamba, regió de San Martín. També va escriure algunes obres en basc a l'editorial Ekin.

## Obres
- Joañixio (1946)
- Bizia garratza da (La vida és aspra, 1950)